# Марияна Николова
Марияна Костадинова Николова е български географ и климатолог. Работи основно в областта на риска от опасни климатични явления. Професор. От 2008 г. е директор на Географски институт към БАН.

## По-важни публикации
- Nedkov, St., Nikolova, Kumpula T., and M. Nikolova, (2006), Land Cover classification in Sinite Kamani Natural Park by satellite images. – International Conference on Cartography and GIS, 25 – 28 януари, Borovets.
- R. Gracheva, M. Nikolova, (2006), Land use change and it’s consequences in the West Caucasus, Georgia, and East Stara Planina, Bulgaria. In: Martin F. Price (Ed.) Global Change in Mountain Regions. SAPIENS Publishing, Edinburg, pp. 224 – 226.
- Nedkov, C. and M. Nikolova (2006), Modeling flood hazard in Yantra river basin, BALOWIS 2006, Ohrid, Macedonia
- Равначка, А., М. Николова (1997) Уязвимост на социално-икономическите системи в Източна Стара планина от опасни природни явления и процеси, Проблеми на географията, кн. 3 – 4, БАН
- Николова, М. (2007), Управление на риска от опасни природни явления в планинските общини, Проблеми на географията, кн. 3 – 4, БАН.
- Николова, М., С. Недков, М. Генев, В. Николов, Ц. Коцев, Р. Вацева, И. Зъздров, Ю. Крумова, О. Сланчева, А. Дукова, (2007), Приложение на модела KINEROS за определяне на застрашените от наводнения територии в басейна на река Малки Искър. Втора научно-практическа конференция по управлението в извънредни ситуации и защита на населението. София, 9 ноември.
- Николова, М., (2007), Климатични условия за формиране на високи вълни и наводнения във водосбора на р. Малки Искър над град Етрополе, Втора научно-практическа конференция по управлението в извънредни ситуации и защита на населението. София, 9 ноември.
- Николова, М., (2007), Индикатори за оценка на риска от наводнения в планинските общини, Втора научно-практическа конференция по управлението в извънредни ситуации и защита на населението, 9 ноември, София.
- Николова, М., М. Пенерлиев, (2007), Индикатори за управление на риска в Черноморските общини, Научна конференция на ШУ, Сборник Природни науки 2007, Варна
- Nedkov, St., Kumpula, T., Nikolova, М., (2007) Investigating Landscape Pattern in Protected Areas Using Satellite Images. In: Petrosillo, I., Muller, F., Jones, K.B., Zurlini, G., Krauze, K., Victorov, S., Li, B.-L., Kepner, W.G. (Eds.), 2007, Use of Landscape Sciences for the Assessment of Environmental Security. Springer, The Netherlands. ISBN 978-1-4020-6588-0. p. 77 – 91.
- Nikolova, M., S. Nedkov, D. Semmens, S Iankov. (2007), Environmental Quality and Landscape Risk Asessment in Yantra River Basin. Use of Landscape Sciences for the Assessment of Environmental Security. Edited by Petrosillo, I., Muller, F., Jones, K.B., Zurlini, G., Krauze, K., Victorov, S., Li, B.-L., Kepner, W.G. (Eds.), Springer, The Netherlands. ISBN 978-1-4020-6588-0.p. 202 – 217.
- Nikolova, M., S. Nedkov, V. Nikolov, I. Zuzdrov, M. Genev, T. Kotsev, R. Vatseva, J. Krumova, 2007. Implementation of the „KINEROS“ Model for Estimation of the Flood Prone Territories in the Malki Iskar River Basin, Sciens & Security, International Magazine.
- Vatseva, R., Nedkov, S., Nikolova, M., Kotsev, Ts. Modeling land cover changes for flood hazard assessment using Remote Sensing data. GI_forum Salzburg, юли 2008.
- Nikolova, M., S. Nedkov and V. Nikolov, Modeling Local Dimentions of the Climate Change in Etropolska Stara Planina, In CD Proceedings of Papers from International Conference „Global Environmental Change: Challenges to Science and Society in Southeastern Europe“, Sofia 19 – 21 май 2008.
- Грачева, Р., М. Николова, Землепользование и почвы в горных регионах Западной Грузии и Восточной Болгарии на рубеже 20-го и 21-го столетий, В Серия ИГРАН: Устойчиво развитие: проблеми и перспективи. Международные проекти и зарубежны опит. Москва, КМК, 2008 (под печат).
- Недков, С., Т. Кумпола, М. Николова, Ландшафтни особености на системата от защитени територии във Финландия., Проблеми на географията, 2008.